# 無棘折尾蝦
無棘折尾蝦（学名：Uroptychus anacaena）为劣柱蝦科折尾蝦屬下的一个种。